# لسان الثور الطبراني
لسان الثور الطبراني (باللاتينية: Anchusa tiberiadis) نوع نباتي يتبع جنس لسان الثور من الفصيلة الحِمحِمية.

## البيئة والانتشار
موطنه بلاد الشام.